# Simon Oates
Simon Oates (* 6. Januar 1932 in London als Arthur Charles Oates; † 20. Mai 2009 in Eastbourne, East Sussex) war ein britischer Schauspieler in Film, Fernsehen und Theater. Seine Schauspielerkarriere umfasste mehr als 40 Auftritte in Kinofilmen und Fernsehserien. Bekannt wurde er vor allem durch seine Rolle des Dr. John Ridge in der BBC-Serie Doomwatch zu Beginn der 1970er Jahre.

## Leben und Karriere
Simon Oates wurde 1932 als Arthur Charles Oates im östlichen Londoner Stadtteil Canning Town geboren. Während seiner Jugendzeit machte er zuerst eine Ausbildung zum Heizungsingenieur für die Firma seines Vaters, bevor er eine Karriere als Schauspieler begann. Nach seinem Militärdienst im Intelligence Corps wurde er in den 1950er Jahren Theatermitarbeiter und war unter anderem für einige Jahre Hauptdarsteller im York Theatre Royal, später erschien Simon Oates 1971 auch als John Steed in der Bühnenadaption von The Avengers neben Sue Lloyd und Kate O’Mara. Darüber hinaus spielte Oates auch am Londoner West End z. B. in dem Francis-Durbridge-Thriller Suddenly at Home. Oates arbeitete intensiv im Theater in Großbritannien, dem West End und im Laufe seiner Karriere sowohl als Schauspieler als auch als Theaterregisseur. Für einige Zeit lebte er auch in Kanada, wo er ein Tourneetheater betrieb.
Seine Fernsehkarriere begann im Jahre 1959 mit einem Auftritt in der Serie BBC Sunday-Night Theatre. Zu den zahlreichen weiteren Serienauftritten von Simon Oates zählten von 1959 bis zum Jahre 1993 unter anderem: Armchair Theatre, Mit Schirm, Charme und Melone, Der Mann mit dem Koffer, Department S, Jason King, Die Profis, Remington Steele oder Jim Bergerac ermittelt.
Komplexere TV-Rollen spielte er als der Duke of Buckingham 1966 bis 1967 in der Fernsehminiserie The Three Musketeers unter der Regie von Peter Hammond nach dem Roman von Alexandre Dumas, des Weiteren in der Agentenserie The Spies wo er von 1966 an in 15 Episoden den Charakter des Anthony Kelly verkörperte und in der Fernsehserie Doomwatch in den Jahren 1970 bis 1972 wo er in 29 Episoden den Part des Dr. John Ridge spielte.
Simon Oates beendete seine Film- und Fernsehkarriere im Jahr 1993 mit einem Auftritt in der Comedy Playhouse. Er verstarb am 20. Mai 2009 im Alter von 77 Jahren in Eastbourne in der Grafschaft East Sussex. Sein Sohn Justin Brett aus der Ehe mit dem Fotomodel Jaki Eastoe wurde ebenfalls Schauspieler.
1971 wurde Simon Oates kurzzeitig ernsthaft für die Rolle als James-Bond-Nachfolger von George Lazenby für die Bond-Produktion Diamantenfieber gehandelt, nachdem Sean Connery aber seine Rückkehr als 007-Agent verkündete, war Oates aus dem Rennen.

## Filmografie (Auswahl)

### Kino
- 1964: Night Train to Paris
- 1967: The Terrornauts
- 1972: Doomwatch – Insel des Schreckens (Doomwatch)
- 1989: Doppelgänger

### Fernsehen
- 1959: BBC Sunday-Night Theatre (Fernsehserie, 1 Episode)
- 1959: Musical Playhouse (Fernsehserie, 1 Episode)
- 1960: BBC Sunday-Night Play (Fernsehserie, 1 Episode)
- 1961: Armchair Theatre (Fernsehserie, 2 Episoden)
- 1963: The Rag Trade (Fernsehserie, 1 Episode)
- 1963: Geisterschwadron (Fernsehserie, 1 Episode)
- 1963: Maupassant (Fernsehserie, 1 Episode)
- 1963: Emergency-Ward 10 (Fernsehserie, 4 Episoden)
- 1963: Love Story (Fernsehserie, 1 Episode)
- 1963: The Plane Makers (Fernsehserie, 1 Episode)
- 1964: No Hiding Place (Fernsehserie, 1 Episode)
- 1964: Taxi! (Fernsehserie, 1 Episode)
- 1964: Compact (Fernsehserie, 2 Episoden)
- 1965: Contract to Kill (Fernsehminiserie)
- 1965: The Mask of Janus (Fernsehserie, 2 Episoden)
- 1966: The Spies (Fernsehserie, 15 Episoden)
- 1966–1967: The Three Musketeers (Fernsehminiserie)
- 1967–1968: Mit Schirm, Charme und Melone (Fernsehserie, 2 Episoden)
- 1968: Der Mann mit dem Koffer (Fernsehserie, 1 Episode)
- 1968: Detektive (Fernsehserie, 1 Episode)
- 1968: The Jazz Age (Fernsehserie, 1 Episode)
- 1969: Department S (Fernsehserie, 1 Episode)
- 1969: Dr. Finlay's Casebook (Fernsehserie, 1 Episode)
- 1969: The Main Chance (Fernsehserie, 1 Episode)
- 1969: Der Experte (Fernsehserie, 1 Episode)
- 1970–1972: Doomwatch (Fernsehserie, 29 Episoden)
- 1972: Jason King (Fernsehserie, 1 Episode)
- 1976: Beasts (Fernsehserie, 1 Episode)
- 1977: Mit Schirm, Charme und Melone (Fernsehserie, 1 Episode)
- 1979: ITV Playhouse (Fernsehserie, 1 Episode)
- 1980: Sherlock Holmes und Dr. Watson (Fernsehserie, 1 Episode)
- 1980: Auf eigene Faust – Eine Familienangelegenheit (Fernsehserie, 3 Episoden)
- 1980: Die Profis (Fernsehserie, 1 Episode)
- 1981: You're Only Young Twice (Fernsehserie, 1 Episode)
- 1984: Strangers and Brothers (Fernsehserie, 2 Episoden)
- 1984: That's My Boy (Fernsehserie, 1 Episode)
- 1985: Remington Steele (Fernsehserie, 2 Episoden)
- 1989: Brookside (Fernsehserie, 1 Episode)
- 1991: Jim Bergerac ermittelt (Fernsehserie, 1 Episode)
- 1991: The Play on One (Fernsehserie, 1 Episode)
- 1992: Jewels (Fernsehfilm)
- 1993: The 10 Percenters (Fernsehserie, 1 Episode)
- 1993: Comedy Playhouse (Fernsehserie, 1 Episode)